# Torre Rembrandt
La Torre Rembrandt (en neerlandés: Rembrandttoren) es un rascacielos de oficinas situado en Ámsterdam, Países Bajos. Tiene una altura de 135 metros (149,85 si se incluye la aguja) y 35 plantas. Se construyó entre 1991 y 1994. En los cimientos del edificio se usaron pilotes de 56 m de longitud y dos metros de diámetro. Fue el primer edificio de Países Bajos construido con núcleo de hormigón y estructura de acero.[cita requerida] En la actualidad es el edificio más alto de Ámsterdam y el décimo más alto de Países Bajos.
El edificio fue diseñado por los arquitectos Peter de Clercq Zubli y Tom van der Put de ZZDP Architecten, en cooperación con Skidmore, Owings and Merrill.

## Galería

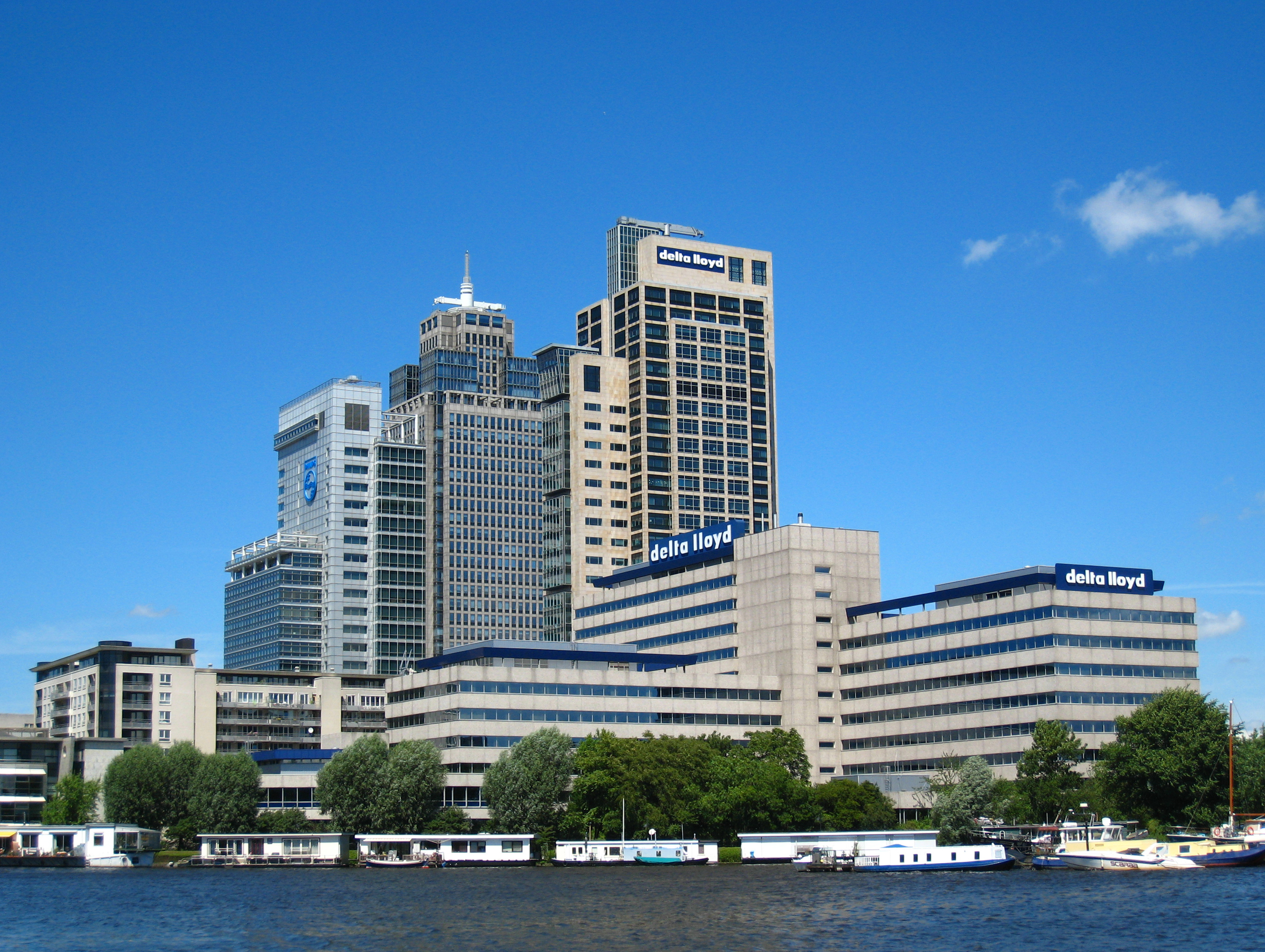
En el skyline de Ámsterdam
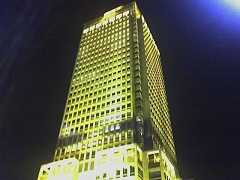
La torre por la noche
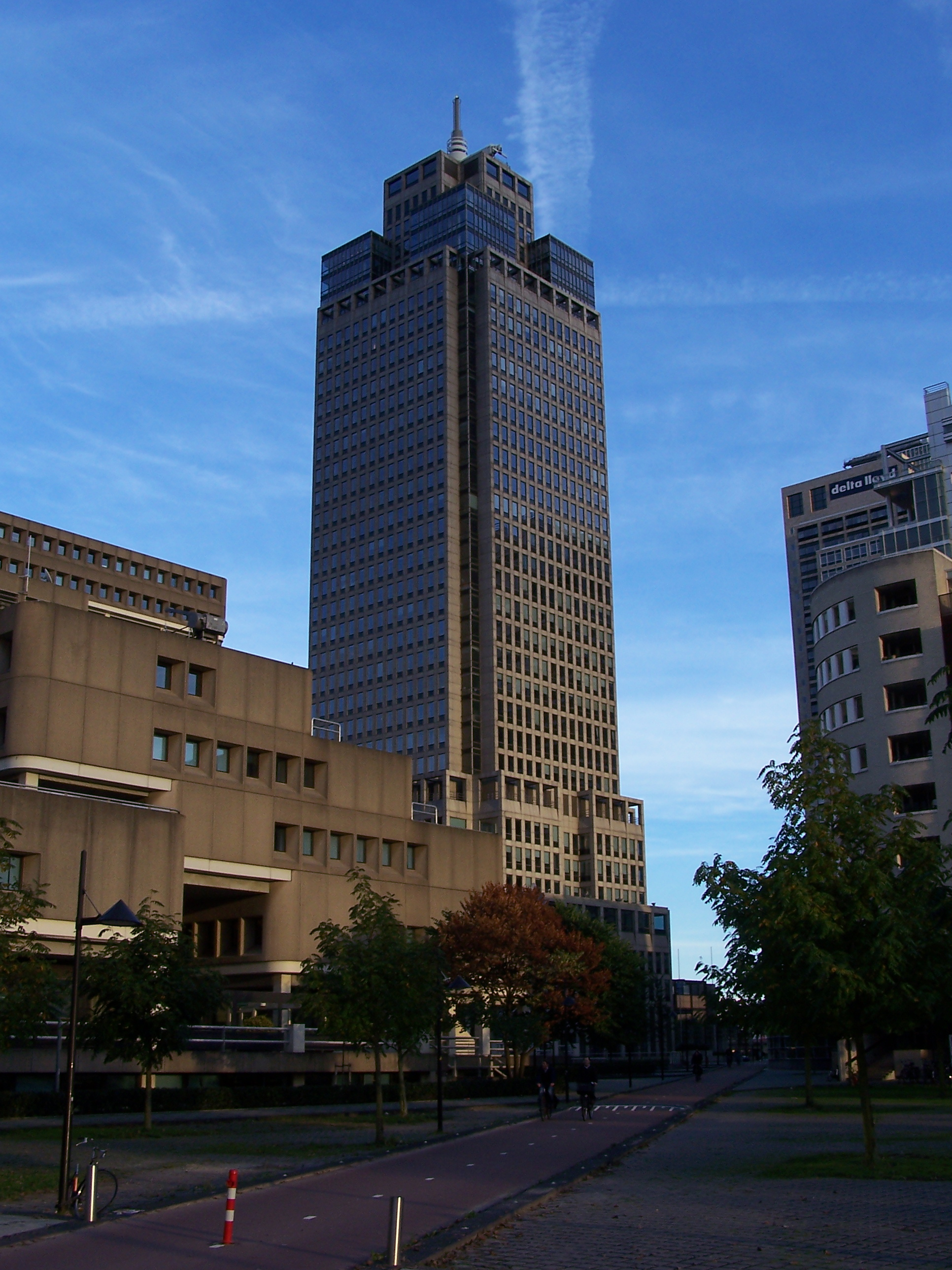
Rembrandt Tower